# كثير من الحب كثير من العنف (مسلسل)
كثير من الحب كثير من العنف مسلسل سوري اجتماعي درامي ويحمل في إطاره نوع من الكوميديا السوداء والتي يعبر عنها الممثل محمد أوسو في شخصية هارون. المسلسل من إنتاج 2006 وعرض في عام 2007 .

## قصة المسلسل
ويتناول قصة المسلسل قصة الشاب (هارون) الذي يخرج بعد عدة سنوات من السجن فيجد منزله وقد هدمته البلدية فيقوم بالبحث عن مأوى عند أختيه المتزوجتين ووالدته لكنه لا يتمكن من العيش معهم ويطرد من قبل زوج امه وأصهرته بحجة انهم لا يستقبلون شخص خارج من السجن . تتابع الأحداث عند محاولته سرقة أحد المنازل ويتبين ان المنزل يملكه مخرج وممثلة مشهورة 
ويتعرف على الممثلة (لوسي) فيبدأ بمساعدتها على زوجها القاسي وكيف تريد الاحتفاظ بابنتها، يقع في حب لوسي التي لم تبادره المحبة نفسها وانما كانت تنظر اليه على انه شب شجاع ووفي وتريد مساعدته ويفقد هارون الاتصال بلوسي وتتابع الأحداث حتى يصبح غنيا في يوم من الايام وتتجه الأمور باتجاه درامي حزين حيث تتزوج لوسي برجل بسيط وتعيش حياة متخفية بعد ان فقدت بنتها وانفصلت عن زوجها ويصاب هارون بالسرطان .

## أسرة العمل
- نادين سلامة
- محمد أوسو
- عبد الحكيم قطيفان
- رنا جمول
- أناهيد فياض
- صالح الحايك
- فاتن شاهين
- لمى إبراهيم
- سلمى المصري
- رنا أبيض
- جمال العلي
- فهد النجار
- أحمد خليفة
- مديحة كنيفاتي
- راكان تحسين بيك
- داود الشامي
- رائفة أحمد
- طلال مارديني
- زينة ظروف
- بسام دكاك
- علاء قاسم
- عادل علي
- محمد جعفر
- مازن البني